# 普朗克环形山
普朗克环形山（Planck）是位于月球背面南半部的一座巨大撞击坑，约形成于45.5-39.2亿年前的前酒海纪，其名称取自德国物理学家，量子力学创始人马克斯·普朗克(1858年-1947年)，1970年被国际天文学联合会批准接受。

## 描述

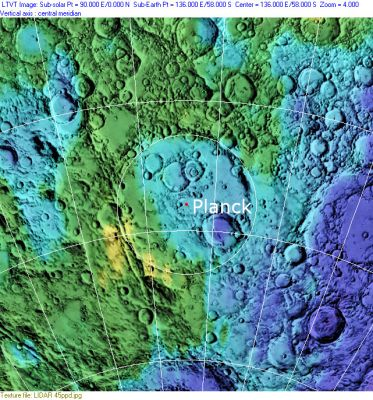
普朗克环形山地形图

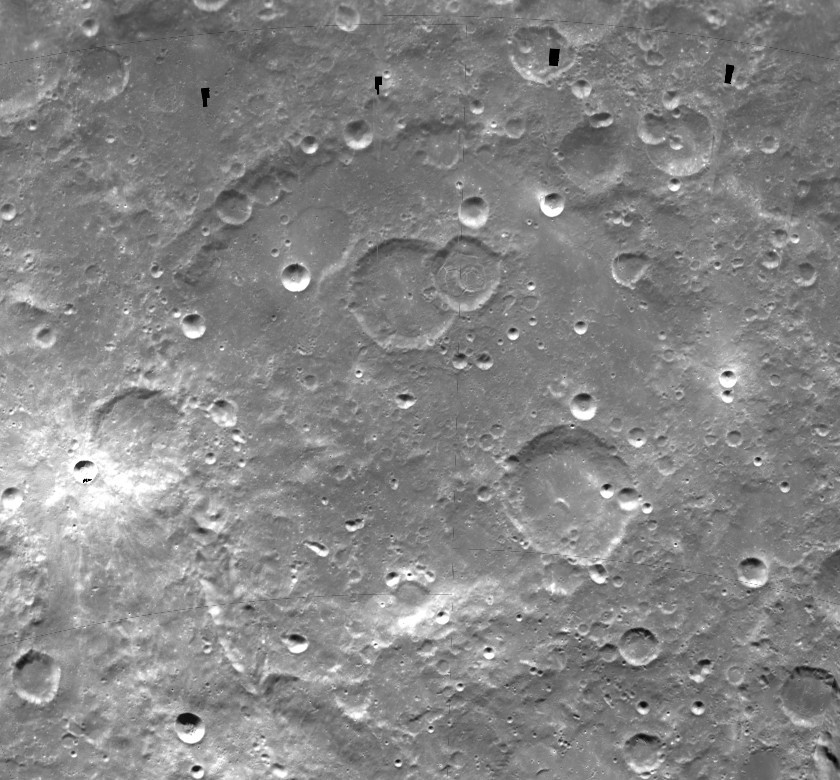
克莱门汀号拍摄的图像

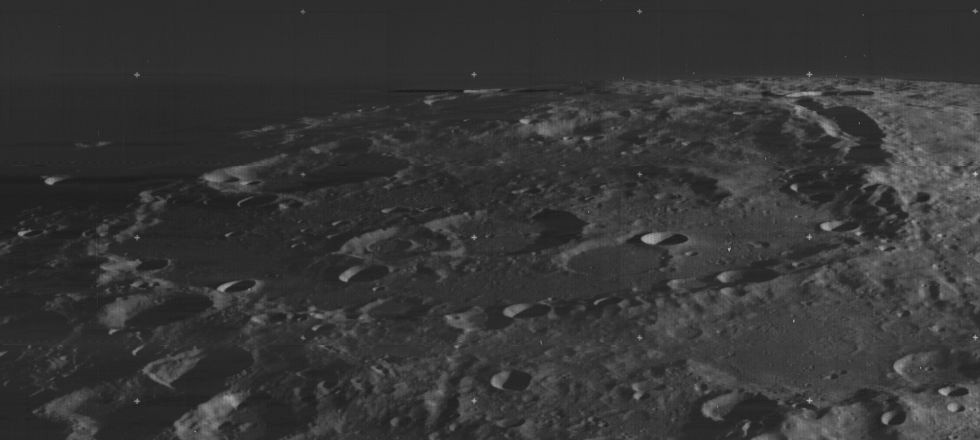
月球轨道器3号拍摄的朝南斜视图

该陨坑位于巨大的南极-艾托肯盆地内，西侧部分被费希纳环形山所覆盖、西北分别毗邻希尔德加德环形山和皮克尔纳陨石坑，更大的庞加莱环形山位于它的东面、东北偏北和东南偏东分别坐落了采拉斯基环形山和卡耶环形山，较小的范维克陨石坑横亘在它的西南，而它的东南坑壁上则重叠了直径87.5公里的普朗特环形山。该陨坑中心月面坐标为57°16′S 135°20′E / 57.27°S 135.34°E，直径319.46公里，深度约3.21公里。
如同许多此类尺寸的陨石坑一样，普朗克环形山也已被后续的小型撞击侵蚀、瓦解，其坑壁现已变成一圈由嶙峋、断裂的山丘和山脊组成的环，沿西侧壁重叠着长约451公里的普朗克月谷，并径直往南伸向了薛定谔环形山。
该环形山坑内最突出的特征是坐落在北半部，由卫星坑"普朗克 W"、"普朗克 Y"、"普朗克 Z"、"普朗克 B"和"普朗克 A"构成的一些多坑结构，其中"普朗克 Y"内部几乎完全已被熔岩淹没，只剩一圈浅浅的壁沿露出在表面；"普朗克 Z"同样也已淹没，只是壁沿稍微更突出一些；"普朗克 B"坑内部分被一座更小的同心环坑所占据，坑底布满了网状的缝隙。普朗克环形山其余部分坑底较周边相对更平坦，特别是靠北侧内壁的弧形区，但南半部地表则较不规则，尽管也有一些小平原区。此外，坑内还分布有许多小撞击坑以及数座幽灵坑残迹。

## 卫星陨坑

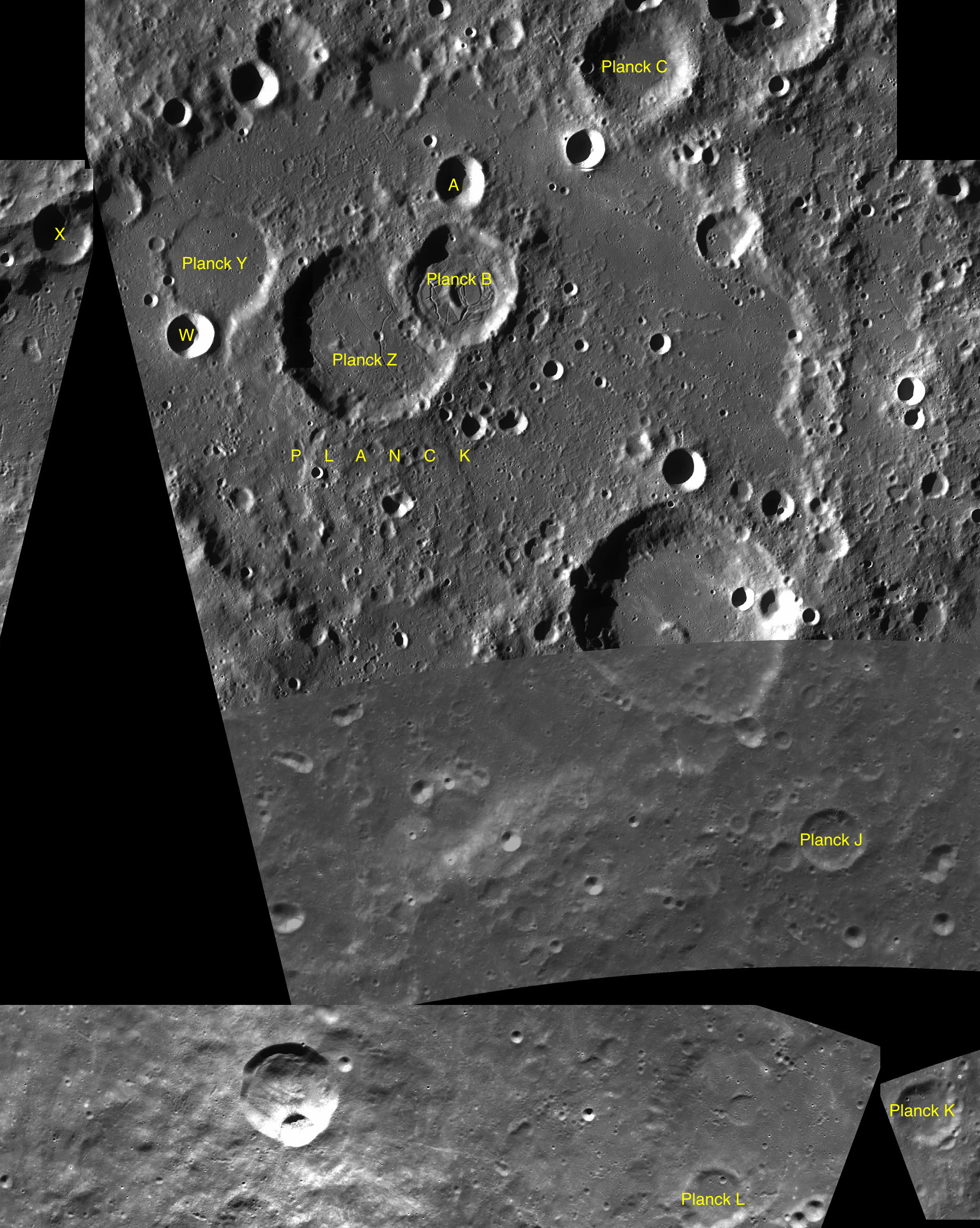
LAC-130, LAC-131, LAC-140, LAC-141拼接图

按惯例，通过在最靠近普朗克环形山的卫星陨坑中心点旁放置字母，以在月图上标示它们。
| 普朗克环形山 | 纬度    | 经度     | 直径    |
| ------------ | ------- | -------- | ------- |
| A            | 54.7° S | 137.3° E | 19 公里 |
| B            | 56.0° S | 137.4° E | 46 公里 |
| C            | 53.4° S | 141.3° E | 43 公里 |
| J            | 62.9° S | 145.3° E | 26 公里 |
| K            | 65.0° S | 146.2° E | 23 公里 |
| L            | 66.9° S | 141.8° E | 23 公里 |
| W            | 56.0° S | 131.2° E | 17 公里 |
| X            | 54.3° S | 129.5° E | 25 公里 |
| Y            | 55.0° S | 132.0° E | 40 公里 |
| Z            | 56.4° S | 135.2° E | 72 公里 |

## 另请参阅
- Andersson, L. E.; Whitaker, E. A. . NASA RP-1097. 1982.
- Blue, Jennifer. . USGS. July 25, 2007  [2007-08-05]. （原始内容存档于2020-05-30）.
- Bussey, B.; Spudis, P. . New York: Cambridge University Press. 2004. ISBN 978-0-521-81528-4.
- Cocks, Elijah E.; Cocks, Josiah C. . Tudor Publishers. 1995. ISBN 978-0-936389-27-1.
- McDowell, Jonathan. . Jonathan's Space Report. July 15, 2007  [2007-10-24]. （原始内容存档于2015-01-12）.
- Menzel, D. H.; Minnaert, M.; Levin, B.; Dollfus, A.; Bell, B. . Space Science Reviews. 1971, 12 (2): 136–186. Bibcode:1971SSRv...12..136M. doi:10.1007/BF00171763.
- Moore, Patrick. . Sterling Publishing Co. 2001. ISBN 978-0-304-35469-6.
- Price, Fred W. . Cambridge University Press. 1988. ISBN 978-0-521-33500-3.
- Rükl, Antonín. . Kalmbach Books. 1990. ISBN 978-0-913135-17-4.
- Webb, Rev. T. W.  6th revised. Dover. 1962. ISBN 978-0-486-20917-3.
- Whitaker, Ewen A. . Cambridge University Press. 1999. ISBN 978-0-521-62248-6.
- Wlasuk, Peter T. . Springer. 2000. ISBN 978-1-85233-193-1.